# Kaala-Gomen
Kaala-Gomen è un comune della Nuova Caledonia nella Provincia del Nord.
Il paese venne fondato nel 1899 e venne dotata di una commissione municipale di nomina governativa, nel 1961 venne dotato di un consiglio comunale elettivo e dal 1969 è diventato a tutti gli effetti un comune.
Il comune è a maggioranza kanak (76,5 %) ed è da sempre una roccaforte indipendentista.